# Lac Baringo
Le lac Baringo est le lac le plus septentrional de la vallée du Grand Rift au Kenya, après le lac Turkana.
Désigné site Ramsar le 10 janvier 2002, il est en pleine expansion et menacé par les effets du réchauffement climatique.

## Évolution récente
Depuis 2010, l'augmentation des précipitations a fait monter le niveau du lac Baringo de douze mètres, inondant près de 9 000 hectares et déplaçant plusieurs milliers de personnes. Le lac est aussi menacé par l'extension du Lac Bogoria, dont les eaux salées auraient un impact catastrophique sur son écosystème.